# Brzeziniak (Braniewo)
Brzeziniak (deutsch Birkmannshöfen) war ein Ort in der polnischen Woiwodschaft Ermland-Masuren im Gebiet der Landgemeinde Braniewo (Braunsberg) im Powiat Braniewski (Kreis Braunsberg).

## Geographische Lage
Die Ortsstelle von Brzeziniak liegt im Nordwesten der Woiwodschaft Ermland-Masuren, sieben Kilometer südöstlich der Kreisstadt Braniewo (Braunsberg).

## Geschichte
Der kleine Gutsort Bergmanshöfen – nach 1785 Bergmannshöfen, um 1845 Birckmannshöfen und nach 1871 Birkmannshöfen genannt – wurde als eigenständiger Gutsbezirk im Jahre 1874 in den neu errichteten Amtsbezirk Schillgehnen im ostpreußischen Kreis Braunsberg, Regierungsbezirk Königsberg, aufgenommen. Im Jahre 1910 zählte Birkmannshöfen 33 Einwohner.
Am 30. September 1928 verlor Birkmannshöfen seine Eigenständigkeit, als es mit dem Ortsteil Kalthof des Gutsbezirks Adlig Regitten (polnisch Rogity) sowie dem Gutsbezirk Böhmenhöfen (Bemowizna) in die Landgemeinde Schillgehnen (Szyleny) eingegliedert wurde.
Als 1945 das gesamte südliche Ostpreußen in Kriegsfolge an Polen fiel, erhielt Birkmannshöfen die polnische Namensform „Brzeziniak“. Doch schon bald verlor sich die Spur des Ortes, der wohl nicht wieder besiedelt wurde und/oder in einem der Nachbarorte aufgegangen sein kann. Offiziell wird Brzeziniak nicht mehr genannt. Die Ortsstelle liegt im Gebiet der jetzigen Gmina Braniewo (Landgemeinde Braunsberg) im Powiat Braniewski, von 1975 bis 1998 der Woiwodschaft Elbląg, seither der Woiwodschaft Ermland-Masuren zugehörig.

## Religion
Bis 1945 gehörte Birkmannshöfen zur römisch-katholischen Pfarrei in Braunsberg im damaligen Bistum Ermland, außerdem zur evangelischen Kirche Braunsberg in der Kirchenprovinz Ostpreußen der Kirche der Altpreußischen Union.

## Verkehr
Die Ortsstelle von Brzeziniak resp. Birkmannshöfen ist über Landwegverbindungen von Szyleny (Schillgehnen) aus zu erreichen. Westlich der Ortsstelle verläuft die polnische Schnellstraße S 22 (einstige Reichsautobahn Berlin–Königsberg („Berlinka“)), deren nächste Anschlussstelle die Auffahrt Braniewo Połnoc ist. Die nächste Bahnstation ist Zakrzewiec (Vogelsang) an der Bahnstrecke Olsztyn Gutkowo–Braniewo.